# Xã Wright, Quận Wayne, Iowa
Xã Wright (tiếng Anh: Wright Township) là một xã thuộc quận Wayne, tiểu bang Iowa, Hoa Kỳ. Năm 2010, dân số của xã này là 208 người.